# Třída Aoba
Třída Aoba (青葉型 Aoba gata) byla třída dvou těžkých křižníků japonského císařského námořnictva postavených v letech 1924 až 1927 podle Hiragova projektu 7500T průzkumných křižníků, který byl ale dodatečně modifikován. Původně se mělo jednat o třetí (Kinugasa) a čtvrtou (Aoba) jednotku třídy Furutaka, ale vzhledem ke změnám v projektu byly nakonec oba křižníky klasifikovány jako samostatná třída. Spolu s třídou Furutaka byly původně stavěny jako velké průzkumné křižníky, ale podle washingtonské a londýnské konference spadly do kategorie těžkých křižníků. To z nich učinilo jediné předwashingtonské těžké křižníky císařského námořnictva a zároveň jediné japonské těžké křižníky, které nepřekročily 10 000T limit stanovený washingtonskou konferencí.
Třída Aoba se od Furutaka lišila zejména hlavní baterií šesti 200mm kanónů typu 3. roku instalovanými již od počátku ve třech dvouhlavňových dělových věžích modelu C: dvou na přídi a jedné na zádi. Dále se jednotky odlišovaly sekundární a protiletadlovou výzbrojí založenou od počátku na čtyřech 120mm kanónech typu 10. roku. Také se u nich počítalo s umístěním katapultu a Kinugasa se dokonce stala prvním plavidlem císařského námořnictva, které bylo katapultem vybaveno.
Koncem 30. let prošly obě jednotky velkou rekonstrukcí. Ta byla oficiálně dokončena 30. října 1940 a obnášela zejména modernizaci kotlů (po rekonstrukci se v kotlích spaloval výhradně topný olej), instalaci nových výdutí protitorpédové obšívky, rekonstrukci a zvýšení můstku, zrušení pevných torpédometů v trupu a instalaci otočných torpédometů na horní palubu, modernizaci systémů řízení palby a přezbrojení hlavní baterie na 203,2mm kanóny typu 3. roku při zachování dělových věží modelu C. Po přestavbě se z nich (spolu s třídou Tone) staly také jediné těžké křižníky císařského námořnictva vybavené systémem řízení protiletadlové palby typu 94. Od modernizovaných jednotek třídy Furutaka se dala třída Aoba rychle identifikovat umístěním katapultu mezi hlavním (~ zadním) stožárem a zadní dělovou věží.
Obě jednotky často operovaly spolu s jednotkami předchozí třídy Furutaka. Vedle účasti na předválečných námořních cvičeních a námořních přehlídkách se oba křižníky koncem 20. a během 30. let několikrát objevily v čínských vodách. Obě jednotky se též zúčastnily druhé světové války v Tichomoří: Kinugasa byla potopena během bitvy u Guadalcanalu v listopadu 1942, zatímco Aoba byla zničena až v červenci 1945 americkými bombardéry při náletech na Kure.
U japonských jmen je rodné jméno uváděno na prvním místě a rodové jméno na druhém
Míry jsou uváděny v jednotkách uváděných v pramenech s případným přepočtem do metrické soustavy v závorce. Pro přepočet koňské síly bylo použito vztahu pro metrickou koňskou sílu
Při přepisu japonštiny byla použita česká transkripce

## Pozadí vzniku
Po mnohých peripetiích dospělo počátkem 20. let 20. století císařské námořnictvo k projektu 7500T průzkumných křižníků. Podle omezeného programu (海軍軍備制限計画 Kaigun gunbi seigen keikaku) z roku 1922 a doplňovacího programu válečných plavidel z roku 1923 (大正12年度艦艇補充計画 Taišó 12-nendó kantei hodžú keikaku) měla budoucí třída Furataka zahrnovat čtyři jednotky postavené podle Hiragova projektu 7500T průzkumných křižníků.
Vedení Kihon keikaku (基本計画 ~ podsekce základních návrhů) Zósenbu (造船部 ~ sekce lodních konstrukcí/4. sekce) Kaigun kansei honbu (海軍艦政本部 ~ námořní technický úřad) převzal po Hiragovi zósen čúsa (造船中佐 ~ fregatní kapitán/lodní konstruktér) Kikuo Fudžimoto. Původní Hiragův návrh měl hlavní výzbroj umístěnou v šesti jednohlavňových lafetacích modelu A. Gunreibu (軍令部 ~ námořní generální štáb) požadoval náhradu lafetací modelu A za nové dvouhlavňové lafetace a instalaci katapultu. Fudžimoto proto upravil původní 7500T projekt: nástavby za komínem byly přepracovány, aby se uvolnilo místo pro katapult a hlavní výzbroj měla být umístěna ve třech dělových věžích modelu C. V roce 1926 přijalo císařské námořnictvo do výzbroje nový protiletadlový 120mm kanón typu 10. roku, který byl rovněž zapracován do modifikovaného projektu. Stavba první dvojice jednotek třídy Furutaka již příliš pokročila, než aby bylo možné bez větších úprav osadit dvouhlavňové věže. Rovněž stavba druhé dvojice již byla zahájena, ale nacházela se v raném stádiu a tak bylo možné druhé dvě jednotky dokončit podle modifikovaného projektu. Během stavby byly na obou jednotkách nové třídy Aoba rovnou provedeny úpravy, které odstraňovaly nedostatky zjištěné z provozu třídy Furutaka (např. zvýšení komínu, aby kouř neobtěžoval můstek).

## Jednotky třídyAoba
| Číslo | Jméno           | Loděnice           | Položení kýlu  | Spuštění       | Přijetí do služby | Osud |
| ----- | --------------- | ------------------ | -------------- | -------------- | ----------------- | --- |
| 3     | Kinugasa (衣笠) | Kawasaki, Kóbe     | 23. ledna 1924 | 24. října 1926 | 30. září 1927     | 14. listopadu 1942 potopena americkými palubními bombardéry během bitvy u Guadalcanalu, jižně od ostrova Rendova |
| 4     | Aoba (青葉)     | Micubiši, Nagasaki | 4. února 1924  | 25. září 1926  | 20. září 1927     | 28. července 1945 zničena v Kure americkými bombardéry                                                           |